# Internal Revenue Service
Internal Revenue Service (IRS), är den amerikanska federala skattemyndigheten. IRS är en del av Finansdepartementet och har över 79 890 anställda medarbetare. IRS ansvarar för uppbörd av federal skatt, samt för tolkning och tillämpning av den federala skattelagstiftningen (Internal Revenue Code). IRS fick sitt nuvarande namn 1953. Myndighetschefen för IRS benämns som Commissioner of Internal Revenue. Huvudkontoret ligger på 1111 Constitution Avenue, NW, i Washington, D.C.. 

## Historik
Det var först med 1862 års federala skattelag (Revenue Act of 1862), mitt under det amerikanska inbördeskriget, som den federala statsmakten började med inkomstbeskattning. Innan dess hade federal skatt enbart erlagts för handel samt för fastighetsinnehav. Det var dock en tillfällig nödåtgärd som vidtogs för att kunna finansiera det pågående kriget eftersom det saknades uttryckligt grundlagsstöd för en permanent inkomstskatt. I slutet av kriget hade 10% av unionens hushåll betalat någon form av inkomstskatt och den federala statsmakten hade sammanlagt insamlat 21% av krigsutgifterna genom inkomstbeskattning.
Skattesystemet kom att utvecklas under en trettioårig period, men 1894 förklarade Högsta domstolen federal inkomstbeskattning som icke grundlagsenlig (Pollock v. Farmers' Loan & Trust Co.). Den federala statsmakten hamnade därmed i en besvärlig knipa. 
Under presidenterna Theodore Roosevelt och William Howard Tafts ämbetstid, växte kravet på en långsiktigt hållbar federal skattereform. I februari 1913 ratificerades det sextonde författningstillägget av USA:s konstitution som lyder: 
| ” | Kongressen skall ha befogenhet att fastställa och samla in skatt på inkomster, oavsett varifrån de kommer, utan en fördelning mellan staterna, och utan hänsyn till någon folkräkning eller uppräkning. | „ |

Författningstillägget beviljade därmed kongressen slutligen laga befogenhet att besluta om inkomstbeskattning. I februari 1913 hade 36 delstater ratificerat tillägget. Av de 48 delstater vid den tidpunkten utgjorde Amerikas Förenta Stater, ratificerades tillägget av 42 delstater. Connecticut, Rhode Island, och Utah avvisade författningstillägget.  Pennsylvania, Virginia och Florida tog inte ens upp frågan för behandling.

## Bildgalleri

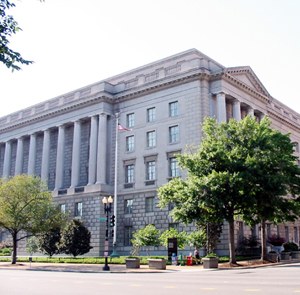
Huvudkontoret vid Constitution Avenue i Washington, D.C.
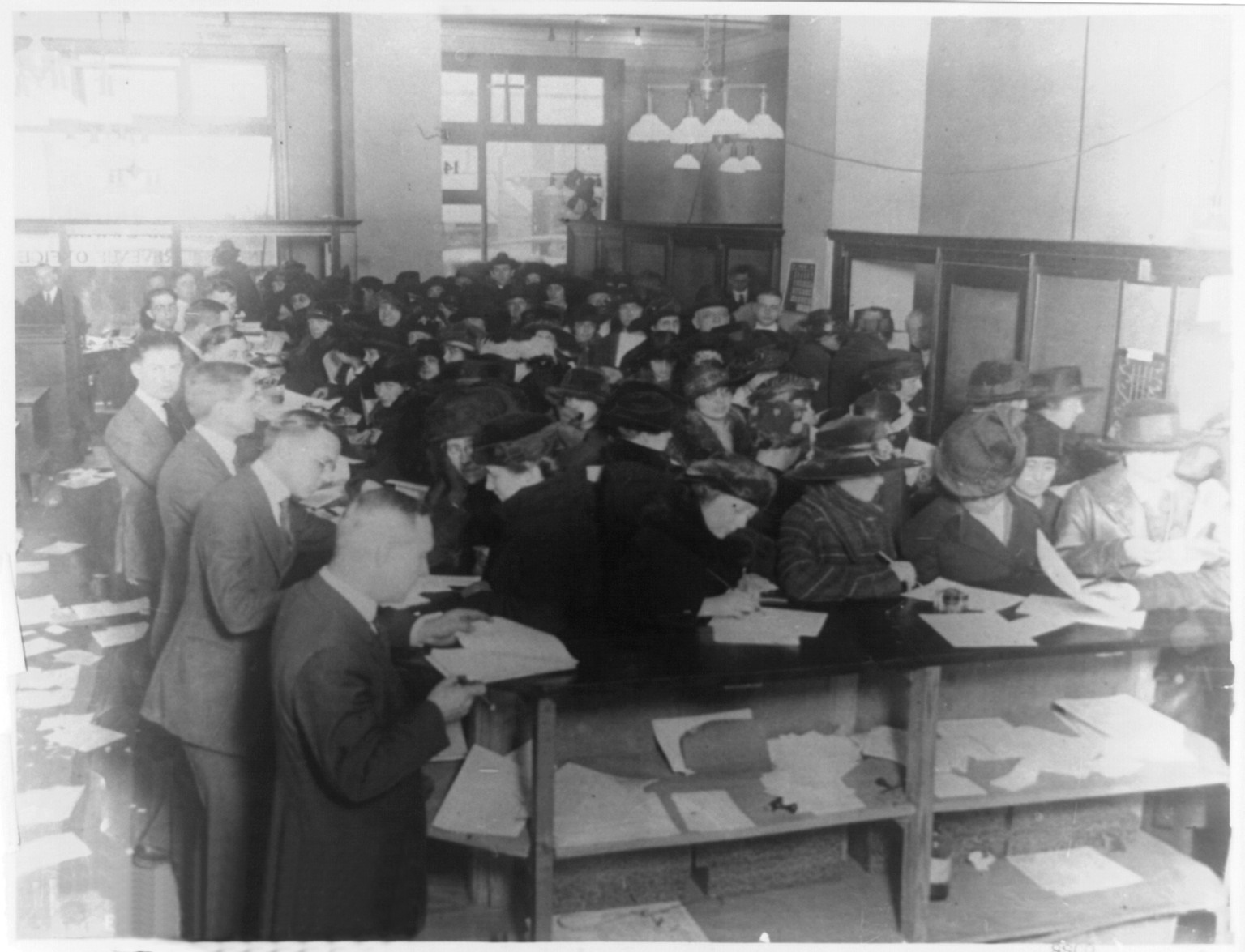
En samling av folk fyller i skatteblanketter på ett skattekontor på 1920-talet.
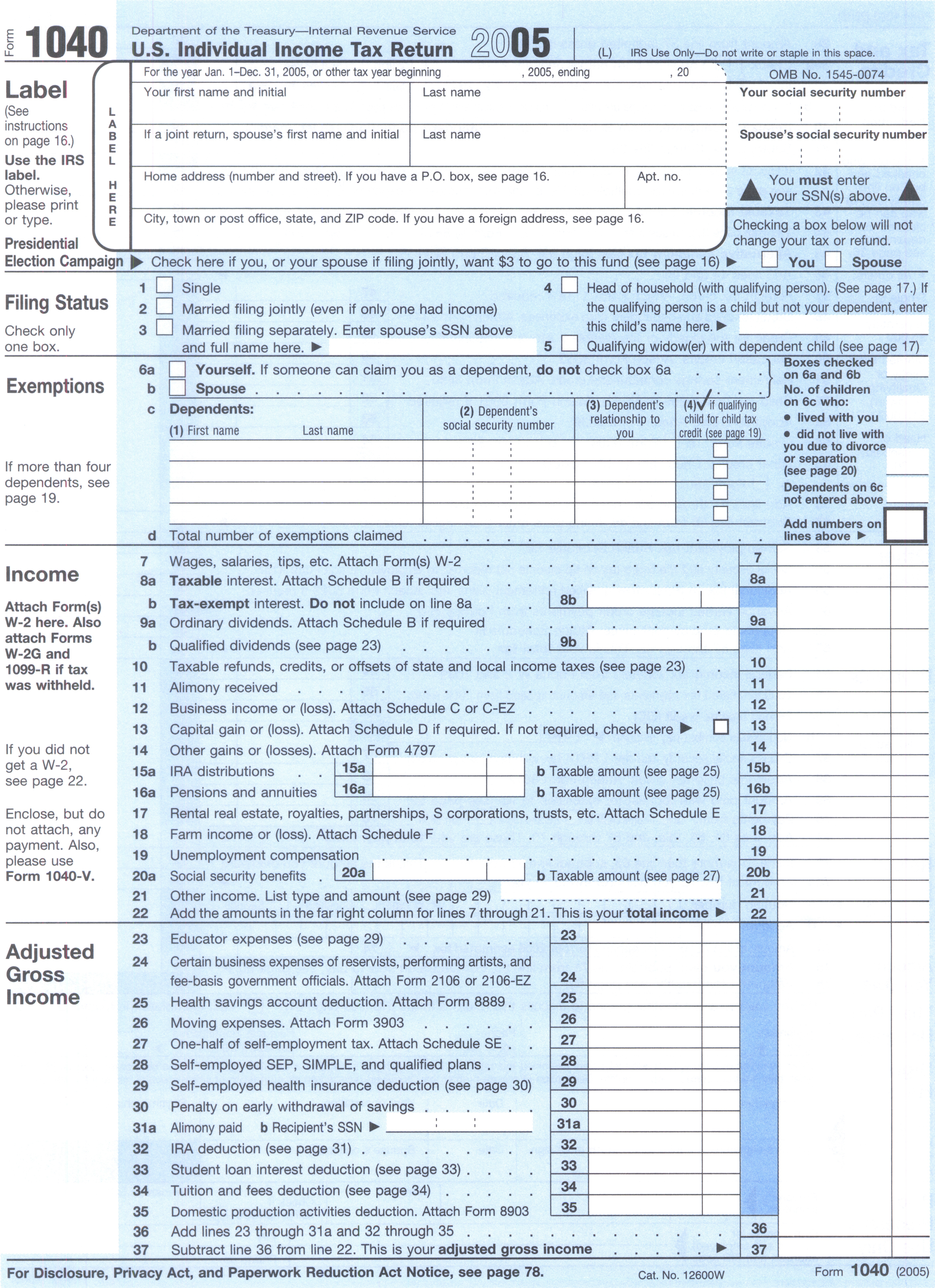
Federal Tax Form 1040.
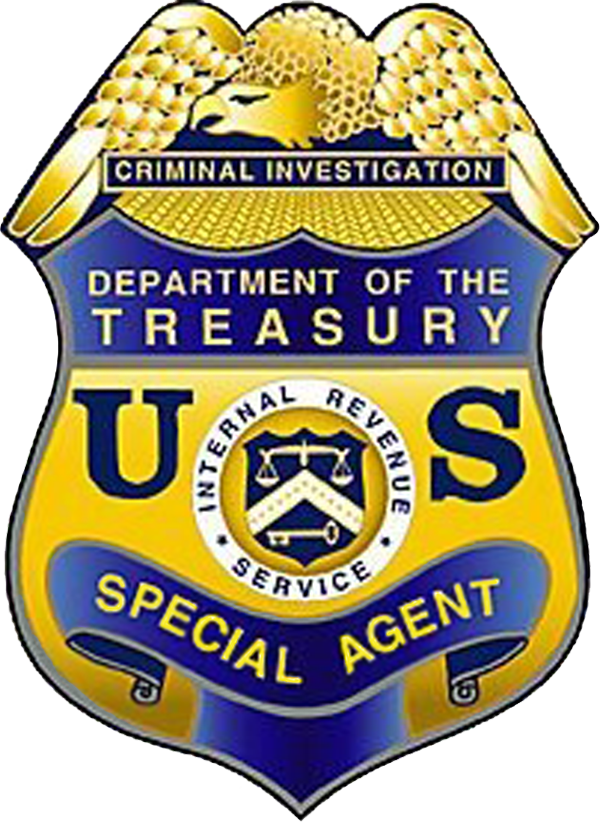
Polisbricka för IRS brottsutredningsavdelning.